# Moldavische Autonome Socialistische Sovjetrepubliek
De Moldavische Autonome Socialistische Sovjetrepubliek (ASSR) (Moldavisch: Република Аутономэ Советикэ Сочиалистэ Молдовеняскэ, Republica Autonomă Sovietică Socialistă Moldovenească; Russisch: Молдавская Автономная Советская Социалистическая Республика) was van 1924 tot 1940 een autonoom deel van de sovjetrepubliek Oekraïne. Het grondgebied besloeg een strook langs de rivier de Dnjestr en had een gemengd Oekraïens-Roemeense bevolking. De rivier vormde de grens met Bessarabië in Roemenië, dat de Sovjet-Unie opeiste. De USSR zette met de oprichting van de Moldavische Autonome Socialistische Sovjetrepubliek deze aanspraak kracht bij.
De hoofdstad was van 1924 tot 1929 Balta en nadien Tiraspol. In 1940 voegde Stalin een deel van het gebied bij Bessarabië, dat hij van Roemenië had afgedwongen, en ontstond de sovjetrepubliek Moldavië. Dit gedeelte, waartoe ook Tiraspol behoort, vormt nu binnen de republiek Moldavië de regio Transnistrië. De rest van de Moldavische ASSR verloor in 1940 zijn autonomie en werd een integraal deel van de Oekraïense Socialistische Sovjetrepubliek. Dit gedeelte, met de eerste hoofdstad Balta, ligt nu in de republiek Oekraïne.

## Geschiedenis

### Voor de autonome republiek
Tijdens de Russische Burgeroorlog ging de heerschappij van het gebied twaalf keer over en weer tussen het Witte Leger en het Rode Leger, Kozakken, Oekraïense milities en rondtrekkende hordes bandieten. Na de overwinning van het Rode Leger in 1920 werd het gebied onderdeel van de Oekraïense Socialistische Sovjetrepubliek.
De autonome sovjetrepubliek ontstond als reactie op een aangetekende brief van de bolsjewistische activisten Grigore Kotovski, Bădulescu Alexandru, Pavel Tcacenco, Solomon Tinkelman, Alexandru Nicolau, Alexandru Zalic, Ion Dic Dicescu, Theodor Diamandescu, Teodor Chioran, en Vladimir Popovici uit Besserabië kwam met het plan om een autonome republiek in de Oekraïense Socialistische Sovjetrepubliek te creëren. Deze brief zorgde voor een dispuut met de minister van Buitenlandse Zaken, Georgi Tsjitsjerin, die bang was dat de oprichting van de autonome republiek te kort na de burgeroorlog kwam en tot een "groeiend Roemeens chauvinisme" zou leiden. Kotovski vond dat een nieuwe republiek de communistische ideeën in Bessarabië zou verspreiden en dat zelfs Roemenië en de hele Balkan communistisch kon worden. Op 7 maart werd besloten dat er een autonome Moldavische republiek mocht komen die deel uit zou  gaan maken van de Oekraïense Socialistische Sovjetrepubliek en op 24 maart 1924 werd dit besluit uitgevoerd.
Met deze nieuwe republiek konden de Sovjets hun greep op Bessarabië behouden en de Bessarabiërs in Roemenië winnen voor de communistische revolutie.

### Bloeiperiode
Het gebied industrialiseerde snel en omdat er een tekort aan gekwalificeerde arbeiders was, kwam er een stroom migranten uit andere Sovjetrepublieken. De voornaamste groepen waren Oekraïners en Russen. In 1928 waren er  14.300 arbeiders, waarvan er 600 van Moldavische afkomst waren.
In december 1927 wijdde het tijdschrift Time een nummer aan de opstanden tegen de Sovjet-Unie onder boeren en fabrieksarbeiders in de steden Tiraspol en andere steden in het zuiden van de Oekraïense SSR, zoals Kamjanets-Podilsky en Mogiljov-Podilsky. Er werden Sovjettroepen naar de regio gestuurd die de opstanden onderdrukten met ongeveer 4.000 doden als gevolg. Deze incidenten werden niet vermeld in de officiële Sovjetpers.
De collectivisatie werd in de zomer van 1931 in de Moldavische ASSR doorgevoerd en verliep sneller dan in de rest van Oekraïne. Het gevolg was dan 2.000 families naar Kazachstan gedeporteerd werden.
In de periode 1932-1933 heerste er, evenals in 1925, een hongersnood in Oekraïne, de Holodomor, waardoor tienduizenden burgers stierven van de honger. Tijdens de hongersnood probeerden duizenden inwoners  over de rivier de Dnjestr te vluchten, met het risico om neergeschoten te worden. Het meest bekende geval hiervan vond plaats op 23 februari 1932 toen bij het dorp Olăneşti 40 personen werden vermoord. Deze gebeurtenis werd door overlevenden verteld aan Europese kranten. De Sovjets noemden het een ontsnapping van "koelakse elementen vermomd als Roemeense propaganda".
Op 30 oktober 1930 werden er vanuit een studio in Tiraspol uitzendingen in het Roemeens gedaan op de radio in de Sovjet-Unie van 4 kW, waarvan het belangrijkste doel was om  n Bessarabië anti-Roemeense propaganda te verspreiden. De Roemeense omroep zette in 1937 Radio Basarabia op om de Sovjetpropaganda tegen te werken.

### Opheffing
Op 26 juni 1940 stelde de Sovjetregering een ultimatum aan de Roemeense minister om Bessarabië, de Noordelijke Boekovina en het Hertsagebied over te dragen. Italië en Duitsland hadden een stabiel Roemenië nodig om toegang tot de olievelden te verkrijgen en koning Carol II stemde hiermee in. Zonder uitzicht op hulp van Frankrijk of Groot-Brittannië droeg hij de gebieden aan de Sovjet-Unie over. Op 28 juni staken de Sovjettroepen de Dnjestr over. Gebieden waar de Oekraïners etnisch in de meerderheid waren, zoals in de Noordelijke Boekovina en in delen van Holin, Akkerman en Izmajil, en de aangrenzende gebieden met een Roemeense meerderheid, zoals het Hertsagebied, werden geannexeerd door de Oekraïense Socialistische Sovjetrepubliek. Het grensgebied van de Oekraïense Socialistische Sovjetrepubliek rond de Donaudelta en de Zwarte Zee waren nu onder controle van een stabiele Sovjetrepubliek.
Op 2 augustus 1940 richtten de Sovjets de Moldavische Socialistische Sovjetrepubliek op. Het gebied bestond uit zes delen van Bessarabië, die samengevoegd werden met het westelijke deel van de Moldavische Autonome Socialistische Sovjetrepubliek, waardoor de autonome republiek opgeheven werd.

## Bevolking en geografie
De Moldavische ASSR had een oppervlakte van 8.677 km² (2% van het grondgebied van Oekraïense SSR) en was onderverdeeld in 12 rayons. Bij de volkstelling van 1926 werden er 572.339 inwoners geregistreerd. De Oekraïners (46%) en de Moldaviërs (32%) vormden de grootste groepen. 85.000 Moldaviërs bleven in Oekraïense SSR buiten het grondgebied van de Moldavische ASSR. 
| Rayon                        | Totale bevolking | Moldaviërs (%) | Oekraïeners | Russen | Joden | Polen | Duitsers | Bulgaren | Overige | Rayon ligt nu in         |
| ---------------------------- | ---------------- | -------------- | ----------- | ------ | ----- | ----- | -------- | -------- | ------- | ------------------------ |
| Dubăsari                     | 42.609           | 28.559 (67,03) | 6.077       | 2.867  | 4.612 | 27    | 246      | 16       | 205     | Moldavië (Transnistrië)  |
| Slobozia                     | 37.617           | 24.341 (64,71) | 6.537       | 5.714  | 571   | 22    | 72       | 25       | 335     | Moldavië (Transnistrië)  |
| Grigoriopol                  | 30.094           | 13.744 (45,67) | 4.629       | 3.851  | 1.114 | 33    | 6.315    | 21       | 387     | Moldavië (Transnistrië)  |
| Camenca                      | 39.169           | 15.038 (38,39) | 18.263      | 424    | 4.172 | 952   | 215      | 4        | 86      | Moldavië (Transnistrië)  |
| Rîbnița                      | 47.731           | 17.023 (35,66) | 23.064      | 1.809  | 4.422 | 1.138 | 28       | 15       | 232     | Moldavië (Transnistrië)  |
| Ananiev                      | 62.289           | 21.005 (33,72) | 32.224      | 2.136  | 6.406 | 164   | 122      | 8        | 227     | Oekraïne (oblast Odessa) |
| Bârzula (1935-1940: Kotovsk) | 57.823           | 18.521 (32,03) | 30.717      | 3.804  | 2.978 | 710   | 446      | 19       | 628     | Oekraïne (oblast Odessa) |
| Tiraspol                     | 64.750           | 16.845 (26,02) | 12.627      | 21.205 | 6.608 | 147   | 1.020    | 5.862    | 436     | Moldavië (Transnistrië)  |
| Cruteni (1930-1940: Kodyma)  | 50.913           | 8.592 (16,88)  | 36.518      | 402    | 4.601 | 481   | 118      | 5        | 196     | Oekraïne (oblast Odessa) |
| Ocna                         | 41.249           | 6.472 (15,69)  | 27.203      | 2.161  | 2.718 | 341   | 2.118    | 19       | 217     | Oekraïne (oblast Odessa) |
| Balta                        | 75.061           | 1.895 (2,52)   | 70.830      | 316    | 1.246 | 485   | 17       | 4        | 268     | Oekraïne (oblast Odessa) |
| Balta (stad)                 | 23.034           | 369 (1,60)     | 8.826       | 4.182  | 9.116 | 353   | 22       | 28       | 138     | Oekraïne (oblast Odessa) |

De beoogde hoofdstad was de "tijdelijk bezette stad Chisinau". Ondertussen zetelde er een voorlopige regering in Balta, die in 1929 verhuisde naar Tiraspol. Dit bleef het geval tot de Moldavische ASSR in 1940 onderdeel werd van de Moldavische SSR.

## Taal en alfabet

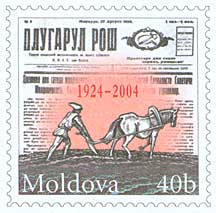
De wekelijkse krant Plugarul Roşu (De rode boer) die op 1 juli 1924 voor het eerst verscheen in de Moldavische Autonome Socialistische Sovjetrepubliek

De opvatting dat het Moldavisch een heel andere taal is dan het Roemeens werd in de Moldavische ASSR gepromoot. Moderne taalkundigen zijn het erover eens dat er een klein verschil is tussen de twee talen en dat het verschil in accenten en woordenschat ligt. De republiek promootte irredentisme jegens Roemenië met de claim dat Moldaviërs in Bessarabië werden "onderdrukt door Roemeense imperialisten".

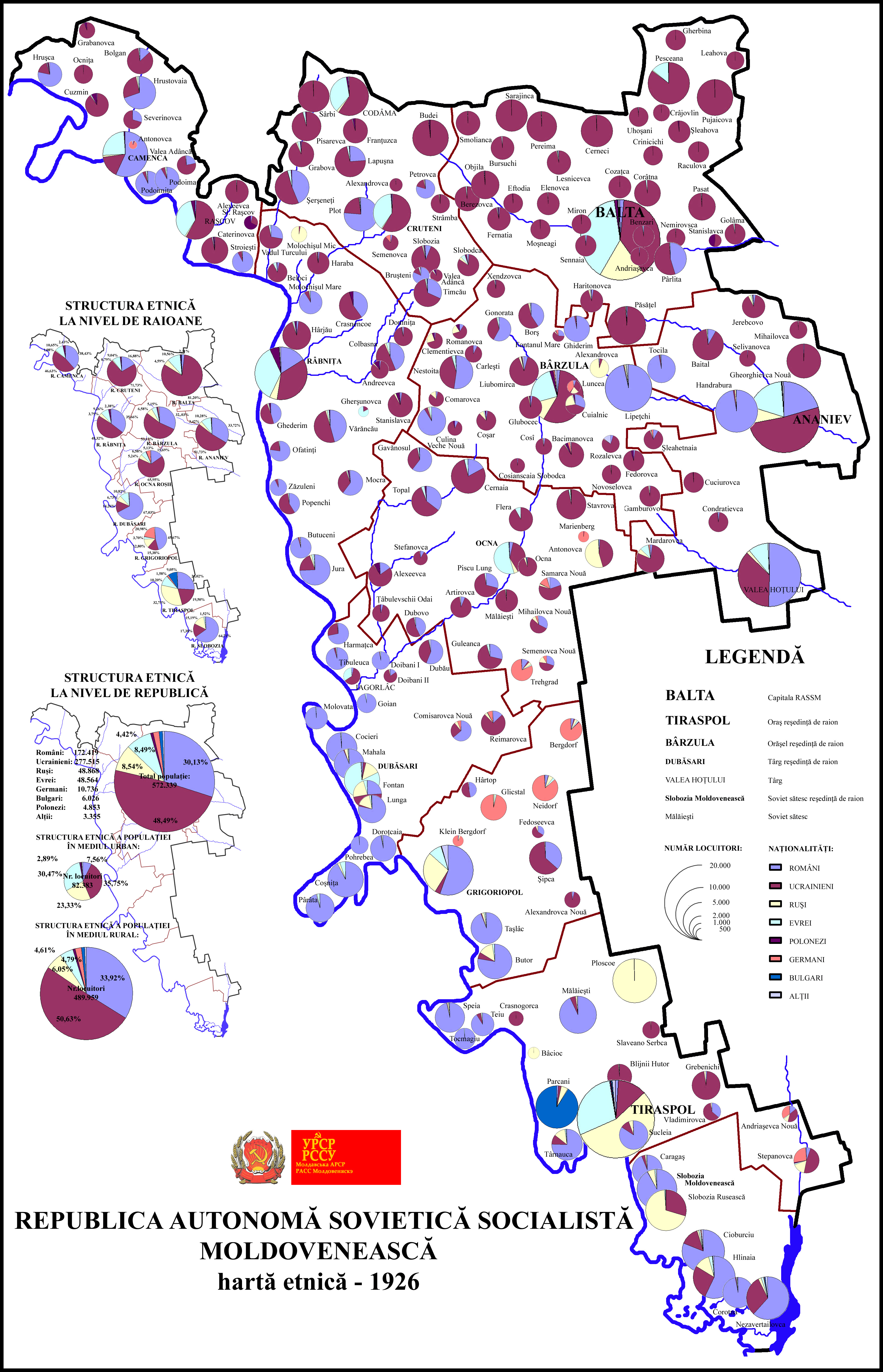
Etnische samenstelling in 1926

Als onderdeel van een streven om de taal en de cultuur in de Moldavische ASSR, de  "socialistische Moldavische cultuur", zo ver mogelijk verwijderd te houden van de "bourgeoise Roemeense cultuur", werd een aangepaste Moldavische variant van het cyrillisch alfabet gebruikt in plaats van het Latijnse alfabet, dat in Roemenië werd gebruikt. De taalkundige Leonid Madan kreeg de taak om een nieuwe literaire standaard te bedenken, die gebaseerd was op de Moldavische dialecten uit Bessarabië en Transnistrië, aangevuld met Russische leenwoorden.
In 1932 was er in de Sovjet-Unie een trend om alle talen in het Latijnse alfabet om te zetten. Als gevolg hiervan werd de Roemeense taal geïntroduceerd op Moldavische scholen en in openbare gebouwen. De boeken van Madan werden uit de bibliotheken verwijderd en vernietigd. 
In 1937 werden vele intellectuelen in de Moldavische ASSR tijdens de Grote Zuivering ervan beschuldigd dat ze tegen klassenvijanden, bourgeoise nationalist of trotskisten waren. Deze intellectuelen werden uit hun ambt verwijderd, vervolgd en geëxecuteerd. In 1938 werd het weer verplicht om het Moldavisch in het cyrillische schrift te schrijven, het Latijnse alfabet ging in de ban. De taal die Madan bedacht had keerde niet terug: de nieuwe taal bleef dichter bij het Roemeens staan. Na 1956 werd de taal van Madan geschrapt uit de schoolboeken.
In Transnistrië wordt het cyrillische alfabet nog steeds gebruikt, ter onderscheiding van Moldavië, waar sinds 1989 het Latijnse alfabet weer in gebruik is.

## Regeringsleiders
Revkom
- oktober 1924 – april 1925 Griogrij Stari

Volkscommisaris
- april 25, 1925 – mei 1926 Aleksei Strojev
- mei 1926 – 1928 Griogrij Stari
- 1928 – april 1932 Sergei Dmitriu
- april 1932 – juni 1937 Griogrij Stari (gearresteerd op 22 juni 1937)
- juli 1938 – februari 1939 Fjodor Brovko
- februari 1939 Georgij Streshni

## Raadsvoorzitters
Centraal Uitvoerend Comité
- 25 april 1925 – mei 1926 Griogrij Stari
- mei 1926 – mei 1937 Jevstafij Voronovtsj (vermoord in 1937)
- mei 1937 – juli 1938 Georgij Strezjni (actief)

Opperste Raad
- juli 1938 – 1940 Tichon Konstantinov